# Copelatus striatulus
Copelatus striatulus är en skalbaggsart som beskrevs av Aubé 1838. Copelatus striatulus ingår i släktet Copelatus och familjen dykare. Inga underarter finns listade i Catalogue of Life.